# Anthurium pulverulentum
Anthurium pulverulentum är en kallaväxtart som beskrevs av Luis Aloysius, Luigi Sodiro. Anthurium pulverulentum ingår i släktet Anthurium och familjen kallaväxter.

## Underarter
Arten delas in i följande underarter:
- A. p. adsimile
- A. p. pulverulentum